# محاکمه و اعدام خسرو گلسرخی
محاکمه و اعدام خسرو گلسرخی یکی از وقایع سیاسی در دوران پهلوی دوم است.

## شرح
در نیمه نخست دهه ۱۳۵۰، جنبش چریکی در ایران پا به عرصه وجود نهاد و اعضای این گروه‌ها به مبارزه مسلحانه با حکومت شاه معتقد بودند، یکی از آن‌ها سازمان چریک‌های فدایی خلق بود که توانسته بود، نظر بسیاری از افراد انقلابی و تندرو را به خود جلب کند. هسته‌ای که برخی از اعضای آن به فداییان گرایش داشتند، اما ارتباط مستقیم و آشکاری با آنان نداشتند، گروهی بودند که با دو چهره مرکزی خود، گلسرخی و کرامت دانشیان، شناخته می‌شدند. این گروه ۱۲ تن بودند که همگی به اتهام توطئه برای آسیب رساندن به خانواده سلطنتی در سال ۱۳۵۱، بازداشت شدند. دستگیری افراد به‌دنبال لو رفتن کرامت دانشیان توسط امیرحسین فطانت صورت گرفت.
محاکمه این افراد در یک دادگاه نظامی در اواخر سال ۱۳۵۲، برگزار شد که از تلویزیون ملی اجازه پخش داشت اما به یک جنجال تبدیل شد. تعدادی از اعضای گروه به اتهامات خود اعتراف کرده و طلب بخشش کردند. اما ۵ تن شامل گلسرخی، دانشیان، طیفور بطحایی، عباسعلی سماکار و رضا علامه‌زاده حاضر به اعتراف نشدند. به نظر می‌رسید که گلسرخی ساواک را فریب داده باشد. گلسرخی و دانشیان از این واقعیت که جریان دادگاه از تلویزیون پخش می‌شد استفاده کرده و به جای اعتراف به اتهام مورد نظر، رژیم را تقبیح و محاکمه کرده و از عقاید خود مبنی بر مارکسیسم و انقلاب دفاع نمودند. آن‌ها حاضر به طلب بخشش نشدند و اعدام گشتند. خسرو گلسرخی در دفاعیات خود در دادگاه گفت: «من که یک مارکسیست- لنینیست هستم برای نخستین بار عدالت اجتماعی را در مکتب اسلام جستم و آن‌گاه به سوسیالیسم رسیدم.» آن‌گاه به مقایسه خود با امام حسین پرداخت که نشانگر جایگاه آن امام در نزدیک روشنفکر مارکسیست بود و گفت: «زندگی مولا حسین نمودار زندگی اکنونی ماست که جان بر کف، برای خلق‌های محروم میهن خود در این دادگاه محاکمه می‌شویم. او در اقلیت بود؛ و یزید، بارگاه، قشون، حکومت و قدرت داشت. او ایستاد و شهید شد. هر چند یزید گوشه‌ای از تاریخ را اشغال کرد، ولی آنچه که در تداوم تاریخ تکرار شد، راه مولا حسین و پایداری او بود، نه حکومت یزید. آنچه را که خلق‌ها تکرار کردند و می‌کنند راه مولا حسین است. بدین‌گونه است که در یک جامعه مارکسیستی، اسلام حقیقی به عنوان یک روبنا قابل توجیه است؛ و ما نیز چنین اسلامی را اسلام حسینی، و اسلام علی را تأیید می‌کنیم.»
در جریان محاکمات دستگیرشدگان در دادگاه اول، ۷ نفر به اعدام (گلسرخی، دانشیان، مقدم سلیمی، بطحائی، سماکار، علامه زاده، رحمت‌الله جمشیدی)، دو نفر به پنج سال حبس (اتحادیه، سیاهپوش) و سه نفر به ۳ سال حبس (میرزادگی، ابراهیم فرهنگ رازی، قیصری) محکوم می‌شوند. در دادگاه تجدید نظر که در دوم بهمن ماه ۱۳۵۲ تشکیل شد، حکم اعدام دو نفر از محکومان دادگاه اول یعنی منوچهر مقدم سلیمی به ۱۵ سال و جمشیدی به ۱۰ سال تغییر پیدا کرد و پنج نفر از متهمان (بطحائی، گلسرخی، دانشیان، سماکار و علامه زاده) همچنان به اعدام محکوم شدند. به فرمان شاه که در روزنامه‌های روز ۲۸ بهمن ماه ۱۳۵۲ انتشار یافت. (۲) سه نفر از محکومان (بطحائی، سماکار و علامه زاده) به دلیل اظهار پشیمانی آن‌ها از اعدام عفو و به حبس ابد محکوم گردیدند. حکم اعدام دانشیان و گلسرخی هیچ تغییری نکرد و آنان را در بامداد ۲۹ بهمن ۱۳۵۲ تیرباران کردند. گلسرخی در قطعه ۳۳ بهشت زهرا ردیف ۸۴ شماره ۱۹ به خاک سپرده شد که محل دفن بسیاری از کسانی است که در مبارزه با حکومت پهلوی جان باخته‌اند. آرامگاه کرامت دانشیان درست یک ردیف پایین‌تر از گور اوست.

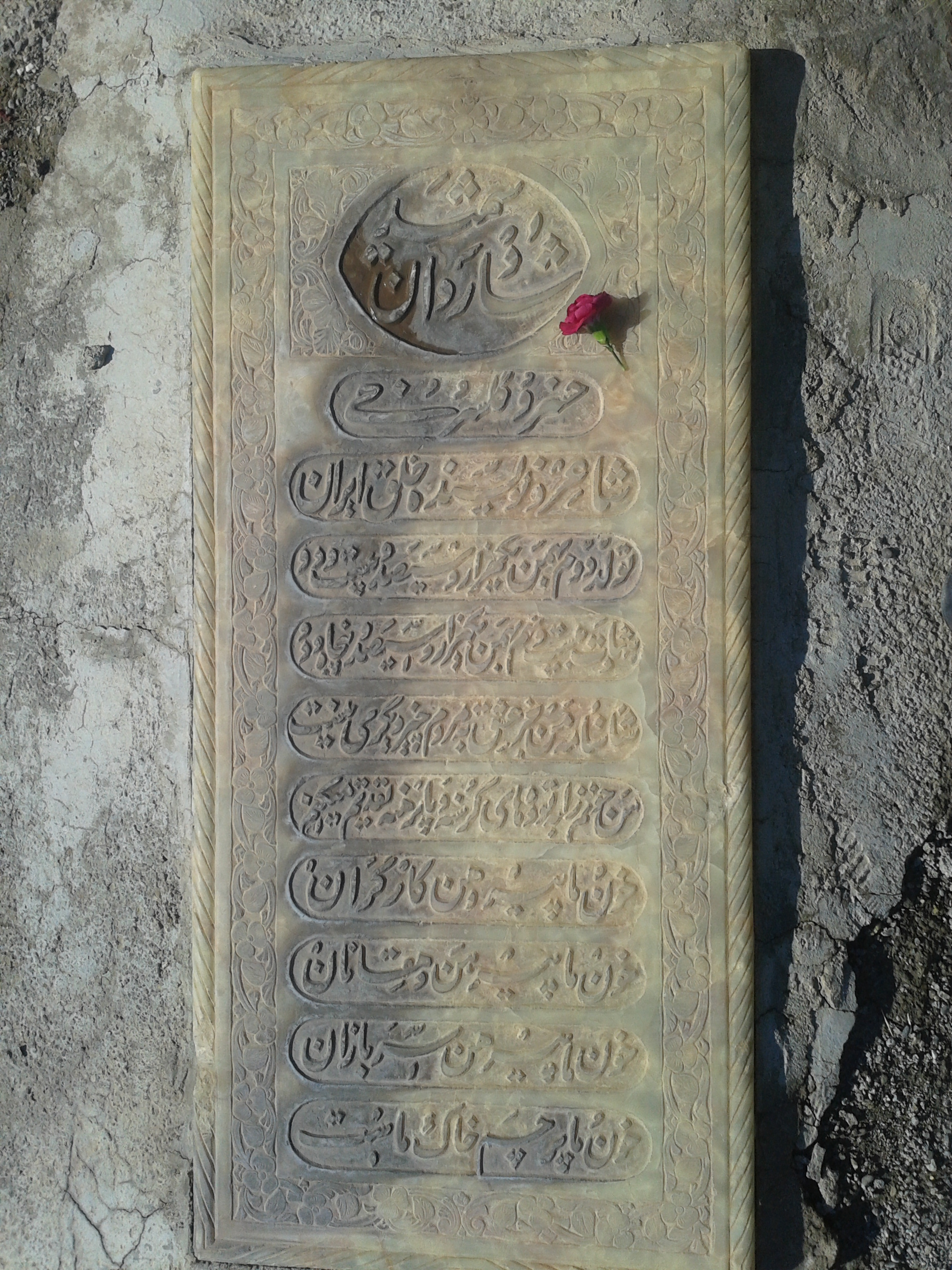
مزار خسرو گلسرخی در قطعه ۳۳ بهشت زهرا تهران.

## فیلم محاکمه
از روند محاکمه و دفاعیه گلسرخی فیلمی تهیه شده بود که یکبار به‌طور مستقیم در حین برگزاری دادگاه در دوران حکومت پهلوی از تلویزیون پخش شد. این فیلم تنها یک بار دیگر در ۲۹ بهمن‌ماه سال ۱۳۵۷ از تلویزیون ایران پخش شد. در ساعت ۲۳ شامگاه ۲۱ بهمن و در شامگاه ۱۸ بهمن ۱۳۸۵، بخش‌هایی از فیلم محاکمه از شبکه سوم تلویزیون پخش شد

## قسمتی از متن دفاعیه گلسرخی
ان الحیاه عقیده والجهاد. سخنم را با گفته‌ای از مولا حسین، شهید بزرگ خلق‌های خاورمیانه آغاز می‌کنم. من که یک مارکسیست لنینیست هستم، برای نخستین بار عدالت اجتماعی را در مکتب اسلام جستم و آنگاه به سوسیالیسم رسیدم.
من در این دادگاه برای جانم چانه نمی‌زنم، و حتی برای عمرم. من قطره‌ای ناچیز از عظمت، از حرمان خلق‌های مبارز ایران هستم. خلقی که مزدک‌ها، مازیارها، بابک‌ها، یعقوب لیث‌ها، ستارها و حیدرعموغلی‌ها، پسیان‌ها و میرزاکوچک‌ها، ارانی‌ها و روزبه‌ها و وارطان‌ها داشته است. آری من برای جانم چانه نمی‌زنم، چرا که فرزند خلقی مبارز و دلاور هستم.
از اسلام سخنم را آغاز کردم. اسلام حقیقی در ایران همواره دین خود را به جنبش‌های رهایی‌بخش ایران پرداخته است. سید عبداله بهبهانیها، شیخ محمد خیابانیها، نمودار صادق این جنبش‌ها هستند؛ و امروز نیز اسلام حقیقی دین خود را به جنبش‌های آزادی‌بخش ملی ایران ادا می‌کند. هنگامی که مارکس می‌گوید: «در یک جامعه طبقاتی، ثروت در سویی انباشته می‌شود و فقر و گرسنگی و فلاکت در سوی دیگر، در حالی که مولد ثروت طبقه محروم است» و مولا علی می‌گوید: «قصری بر پا نمی‌شود، مگر آنکه هزاران نفر فقیر گردند»، نزدیکی‌های بسیاری وجود دارد. چنین است که می‌توان در این لحظه از تاریخ، از مولا علی به عنوان نخستین سوسیالیست جهان نام برد و نیز از سلمان فارسیها و اباذر غفاریها. زندگی مولا حسین نمودار زندگی اکنونی ماست که جان بر کف، برای خلق‌های محروم میهن خود در این دادگاه محاکمه می‌شویم. او در اقلیت بود و یزید، بارگاه، قشون، حکومت، قدرت داشت. او ایستاد و شهید شد. هر چند یزید گوشه‌ای از تاریخ را اشغال کرد، ولی آنچه که در تداوم تاریخ تکرار شد، راه مولا حسین و پایداری او بود، نه حکومت یزید. آنچه را که خلق‌ها تکرار کردند و می‌کنند، راه مولا حسین است. بدین گونه است که در یک جامعه مارکسیستی، اسلام حقیقی به عنوان یک روبنا قابل توجیه است و ما نیز چنین اسلامی را، اسلام حسینی و اسلام مولا علی را تأیید می‌کنیم.
اتهام سیاسی در ایران نیازمند اسناد و مدارک نیست. خود من نمونه صادق این‌گونه متهم سیاسی در ایران هستم. در فروردین ماه، چنان‌که در کیفرخواست آمده، به اتهام تشکیل یک گروه کمونیستی که حتی یک کتاب نخوانده است، دستگیر می‌شوم. تحت شکنجه قرار می‌گیرم (در اینجا یک نفر می‌گوید: «دروغه») و خون ادرار می‌کنم. بعد مرا به زندان دیگری منتقل می‌کنند. آنگاه هفت ماه بعد دوباره تحت بازجویی قرار می‌گیرم که توطئه کرده‌ام. دو سال پیش حرف زده‌ام و اینک به عنوان توطئه‌گر در این دادگاه محاکمه می‌شوم. اتهام سیاسی در ایران، این است.
زندان‌های ایران پر است از جوانان و نوجوانانی که به اتهام اندیشیدن و فکر کردن و کتاب خواندن، توقیف و شکنجه و زندانی می‌شوند. آقای رئیس دادگاه! همین دادگاه‌های شما آن‌ها را محکوم به زندان می‌کنند. آنان وقتی که به زندان می‌روند و بازمی‌گردند، دیگر کتاب را کنار می‌گذارند. مسلسل به دست می‌گیرند. باید دنبال علل اساسی گشت. معلول‌ها فقط ما را وادار به گلایه می‌کنند. چنین است که آنچه ما در اطراف خود می‌بینیم، فقط گلایه است.
در ایران، انسان را به خاطر داشتن فکر و اندیشیدن محاکمه می‌کنند. چنان‌که گفتم، من از خلقم جدا نیستم ولی نمونه صادق آن هستم. این نوع برخورد با یک جوان، کسی که اندیشه می‌کند، یادآور انگیزیسیون و تفتیش عقاید قرون وسطایی است…